# عسل‌خوار سینه‌نواری
عسل‌خوار سینه‌نواری (نام علمی: Ramsayornis fasciatus) گونه‌ای از پرندگان از خانواده عسل‌خواران است. این بومزاد شمال استرالیا است و فصل زادآوری از اواخر بهار تا زمستان دارد.  عمدتاً از شهد و بی‌مهرگان تغذیه می‌کند. 